# José Baldo
José Baldo (Puegnago sul Garda, 19 de febrero de 1843—Ronco all'Adige, 24 de octubre de 1915) fue un sacerdote católico italiano, fundador de las Pequeñas Hijas de San José. Es venerado como beato en la Iglesia católica, cuya memoria celebra el 24 de octubre.

## Biografía
José Baldo nació en Puegnago sul Garda, en la Provincia de Brescia (Italia), el 19 de febrero de 1843, en el seno de una familia de campesinos. Sus padres fueron Angelo Baldo e Hipolita Casa. Ingresó al seminario de Verona, el 7 de diciembre de 1858. Se caracterizó por sus dotes intelectuales y por su piedad. Recibió su ordenación sacerdotal el 15 de agosto de 1865, con solo 22 años de edad, de manos de Luigi di Canossa, obispo de Verona. Su primer servicio lo ejerció como coadyutor de la parroquia de Montorio y luego como vicerregente del Colegio Episcopal de Verona.
El obispo le nombró párroco de Ronco all'Adige donde permaneció hasta su muerte. A la cabeza de esta parroquia tomó numerosas iniciativas pastorales, caritativas y sociales. Entre sus principales obras se cuenta la fundación de las Pequeñas Hijas de San José. Falleció el 24 de octubre de 1915.

## Culto
José Baldo murió con fama de santidad, razón por la cual, el proceso en pro de su beatificación fue introducido, por las Hijas de San José, en la diócesis de Verona, el 11 de junio de 1977. El papa Juan Pablo II reconoció sus virtudes en grado heroico, declarándolo venerable el 26 de enero de 1987. El mismo Pontífice lo beatificó el 31 de octubre de 1989.
El Martirologio romano recoge su memoria el 24 de octubre y sus reliquias se veneran en la iglesia de la casa madre de las Pequeñas Hijas de San José en Verona.